# Somos libres, seámoslo siempre
Somos libres, seámoslo siempre är Perus nationalsång.
General José de San Martín utlyste 1821, efter självständighetsförklaringen, en allmän tävling för att välja Perus nationalhymn (la Marcha Nacional del Perú). Sju tävlingsbidrag inkom. Den vinnande kompositionen hade text av José de la Torre Ugarte från Iquitos och musik av kompositören José Bernardo Alcedo från Lima. Kompositionen framfördes offentligt för första gången på Teatro Nacional i Lima den 23 september samma år av sångerskan Rosa Merino.
Flera versioner av hymnen var i bruk med små ändringar i texten och i musiken, vilken återställdes och fick ett nytt arrangemang av Claudio Rebagliati 1869. Det var denna version som 1901 auktoriserades som nationalhymn av regeringen López de la Romaña.
Man försökte ändra i texten för det första av litterära skäl och sedan för att göra den mer politiskt korrekt. Anspelningarna på Spanien i originalversionen är gjorda med en krigisk revanschton i motsats till de utmärkta relationer som båda länderna uppehöll. Ändringarna accepterades inte och slutligen deklarerades i en lag 1913 att texten och musiken i nationalhymnen inte fick ändras.
Nationalhymnen i svensk översättning (korus och första versen) lyder:
Korus
Vi är fria, må vi alltid vara det,

och inte förrän solens strålar slutar lysa

skall vår bestämda röst tystna:

att fosterlandet rest sig för evigt.

Strof 1
Under lång tid släpade den förtryckte peruanen

på den avskyvärda bojan,

dömd till grym träldom

och jämrande sig i tysthet under lång tid.

Men knappt hade det heliga ropet

!Frihet! hörts längs deras kuster,

förrän han skakar av sig slavens maklighet

och höjer den förödmjukade nacken.

På originalspråket spanska lyder texten:
KORUS
Somos libres, seámoslo siempre,

y antes niegue sus luces el sol

que faltemos al voto solemne

que la patria al Eterno elevó.

Strof I
Largo tiempo el peruano oprimido

la ominosa cadena arrastró;

condenado a cruel servidumbre

largo tiempo en silencio gimió.

Mas apenas el grito sagrado

!Libertad! en sus costas se oyó,

la indolencia de esclavo sacude,

la humillada cerviz levantó.

KORUS
Strof II
Ya el estruendo de broncas cadenas

que escuchamos tres siglos de horror,

de los libres al grito sagrado

que oyó atónito el mundo, cesó.

Por doquier San Martín inflamado,

libertad, libertad, pronunció,

y meciendo su base los Andes

la anunciaron, también, a una voz.

KORUS
Strof III
Con su influjo los pueblos despiertan

y cual rayo corrió la opinión;

desde el istmo a las tierras del fuego,

desde el fuego a la helada región.

Todos juran romper el enlace

que Natura a ambos mundos negó,

y quebrar ese cetro que España

reclinaba orgullosa en los dos.

KORUS
Strof IV
Lima, cumple ese voto solemne,

y, severa, su enojo mostró.

al tirano impotente lanzando,

que intentaba alargar su opresión.

A su esfuerzo saltaron los grillos

y los surcos que en sí reparó,

le atizaron el odio y venganza

que heredara de su Inca y Señor.

KORUS
Strof V
Compatriotas, no más verla esclava

su humillada tres siglos gimió,

para siempre jurémosla libre

manteniendo su propio esplendor.

Nuestros brazos, hasta hoy desarmados

estén siempre cebando el cañón,

que algún día las playas de Iberia

sentirán de su estruendo el terror.

KORUS
Strof VI
Excitemos los celos de España

Pues presiente con mengua y furor

Que en concurso de grandes naciones

Nuestra patria entrará en parangón.

En la lista que de éstas se forme

Llenaremos primero el reglón

Que el tirano ambicioso Iberino,

Que la América toda asoló.

KORUS
Strof VII
En su cima los Andes sostengan

la bandera o pendón bicolor,

que a los siglos anuncie el esfuerzo

que ser libres, por siempre nos dio.

A su sombra vivamos tranquilos,

y al nacer por sus cumbres el sol,

renovemos el gran juramento

que rendimos al Dios de Jacob.

KORUS

## Fotnoter och referenser
1. ↑  Jorge Basadre Grohmann, Historia de la república del Perú (1822-1933), del 1, "La época fundacional de la República (1822-1842)", 2005, 9 utgåvan, ISBN 978-9972-205-63-7, s 51. (spanska)